# Challengers
Challengers (bra: Rivais; prt: Challengers) é um filme estadunidense de 2024, dos gêneros comédia esportiva e drama romântico, dirigido por Luca Guadagnino, e estrelado por Zendaya, Josh O'Connor e Mike Faist. Com um roteiro de Justin Kuritzkes, a trama retrata a história de uma treinadora e ex-prodígio de tênis, cuja estratégia para ajudar o marido tenista toma um rumo inesperado quando ele precisa enfrentar seu antigo melhor amigo, que também é o ex-namorado dela, no ATP Challenger Tour.
"Challengers" estreou em Sydney, na Austrália, em 26 de março de 2024. No Brasil e em Portugal, o filme foi lançado nos cinemas em 25 de abril de 2024, sendo distribuído no dia seguinte nos cinemas da América do Norte.
A produção seria inicialmente lançada em 2023, servindo como o filme de abertura do 80.º Festival de Cinema de Veneza, mas devido à greve da SAG-AFTRA, toda a distribuição programada foi adiada.
O filme obteve uma recepção positiva da crítica especializada, que elogiou as atuações do trio de protagonistas, além de ter arrecadado mais de US$ 96 milhões mundialmente.

## Enredo
Em 2006, os melhores amigos Patrick Zweig (Josh O'Connor) e Art Donaldson (Mike Faist) conquistam o título de duplas juniores masculinas no US Open de tênis. Durante o torneio, eles assistem a uma partida de Tashi Duncan (Zendaya), uma promissora estrela do tênis, com quem ambos ficam encantados. Após se encontrarem em uma festa, Tashi se junta a Art e Patrick em seu quarto de hotel, onde os três se beijam. No entanto, Tashi interrompe abruptamente o momento íntimo, prometendo dar seu número de telefone a quem vencer a partida de tênis no dia seguinte. Patrick acaba triunfando no jogo e, mais tarde, sinaliza para Art que teve relações sexuais com Tashi ao colocar a bola na garganta de sua raquete antes de sacar, um tique característico de Art.
Em 2007, Tashi e Art jogam tênis na Universidade Stanford, enquanto Patrick, que se tornou profissional, inicia um relacionamento à distância com Tashi. Art sugere a Tashi que Patrick não a ama de verdade. Quando Patrick visita Stanford, Art faz o mesmo com ele, insinuando que Tashi não leva o relacionamento a sério. Durante uma discussão, Tashi tenta ajudar Patrick a melhorar seu jogo de tênis, o que resulta em uma briga entre os dois. Por causa disso, Patrick decide não assistir à partida de Tashi, que, enquanto joga, acaba rompendo seu ligamento cruzado anterior (LCA). Patrick vai ao encontro de sua namorada, mas ela, irritada, exige que ele a deixe em paz. Art, apoiando Tashi, termina sua amizade com Patrick. Ele então ajuda Tashi em sua recuperação, mas a lesão dela acaba com sua carreira no tênis.
Em 2009, Tashi se reconecta com Art, tornando-se sua treinadora e namorada. Em 2011, eles ficam noivos, enquanto a carreira de Art começa a decolar. Durante o Atlanta Open, Tashi reencontra Patrick, e os dois acabam tendo um caso de uma noite. Art percebe o que aconteceu entre eles.
Em 2019, Tashi e Art formam um casal rico e poderoso, e juntos têm uma filha pequena. Art está a apenas um título do US Open de conquistar um Career Grand Slam, mas tem enfrentado dificuldades devido a lesões e ao avanço da idade. Para tentar reverter essa situação, Tashi inscreve Art como um wild card no evento ATP Challenger Tour em New Rochelle, Nova Iorque, na esperança de restaurar sua confiança e ajudá-lo a melhorar seu desempenho. Patrick, que agora vive em seu carro e se sustenta com os prêmios dos circuitos menores, também se inscreve no mesmo torneio em New Rochelle.
Sentindo a desilusão de Art, Patrick solicita a Tashi que o treine para uma última temporada vitoriosa. Ela, no entanto, recusa, mas decide guardar o papel com o número de telefone dele. Iniciando em extremos opostos da tabela de pontos, Art e Patrick avançam pelos torneios até se enfrentarem na final. No dia anterior à partida decisiva, Patrick tenta se reconectar com Art, mas este o rejeita.
Na noite anterior à final, Art comunica a Tashi sua decisão de se aposentar ao final da temporada, independentemente de vencer o Open ou não. Tashi fica desapontada, mas aceita relutantemente a decisão dele. Naquela mesma noite, ela se encontra secretamente com Patrick e pede para que ele deixe Art ganhar a partida, argumentando que isso ajudaria a restaurar a confiança dele e salvar seu casamento. Patrick, indignado, entra em uma discussão acalorada com Tashi antes de terem relações sexuais dentro de seu carro. Por fim, ele concorda em deixá-lo vencer a partida.
No dia da final, Tashi observa enquanto Art e Patrick competem. Patrick vence o primeiro set, enquanto Art conquista o segundo. Quando Art assume a liderança do jogo, Patrick começa a sabotar sua própria partida com duplas faltas. No entanto, ele não chega a perder e, usando o tique característico de saque de Art, sinaliza para ele que teve um caso extraconjugal com Tashi, que não consegue decifrar a mensagem. Surpreso, Art permite que Patrick marque pontos até que o jogo fique novamente empatado.
Durante o tiebreak, Art e Patrick trocam golpes intensos, mas logo começam a sorrir enquanto jogam. O rali se intensifica, e Art salta para realizar um voleio na rede. Ao se lançar para o golpe final, ele colide com Patrick sobre a rede, e os dois se abraçam. Tashi, entusiasmada, levanta-se de seu assento e comemora, finalmente satisfeita com a partida.

## Elenco
- Zendaya como Tashi Duncan[21]
- Josh O'Connor como Patrick Zweig[21]
- Mike Faist como Art Donaldson[21]
- Darnell Appling como Árbitro[22]
- Shane Harris como Segurança de Art
- Nada Despotovich como Mãe de Tashi
- A. J. Lister como Lily Donaldson
- Naheem Garcia como Pai de Tashi
- Jake Jensen como Finn Larsen[23]
- Hailey Gates como Helen

## Produção

### Desenvolvimento
Justin Kuritzkes foi inspirado a fazer um filme sobre tênis após assistir à partida entre Serena Williams e Naomi Osaka em 2018, na qual Williams foi penalizada por receber instruções da lateral da quadra. Ele nunca tinha ouvido falar dessa proibição e achou que o fato da jogadora não poder conversar com uma figura tão importante durante a partida parecia cinematográfico. Ele observou: "E se você realmente tivesse que falar sobre algo importante que fosse além do tênis? Algo acontecendo com você pessoalmente?" Durante sua pesquisa para o roteiro, ele leu a autobiografia de Andre Agassi, "Open" (2009); nela, Agassi conta como seu então treinador, Brad Gilbert, o inscreveu em um evento do circuito de challengers da ATP em Nevada, o que serviu de inspiração para o arco de Art no filme. Ele também sabia quais eram as origens dos personagens enquanto escrevia: "Tashi sempre foi uma mulher negra. Patrick sempre foi um cara judeu muito bem de vida, e Art sempre foi um WASP relativamente bem de vida". Kuritzkes achou que, com a história centrada no tênis, seria estranho se um dos personagens não fosse negro, "porque essa é a história do tênis feminino americano, se você olhar para todas as grandes estrelas da última década". Em dezembro de 2021, o roteiro entrou na Lista Negra de Hollywood de melhores roteiros não produzidos. Naquele mesmo ano, as produtoras Amy Pascal e Rachel O'Connor leram o roteiro. Pascal queria trabalhar com Luca Guadagnino há muito tempo e enviou-lhe o roteiro enquanto ele estava filmando o curta-metragem "O Night Divine", estrelado por John C. Reilly. Guadagnino lembrou: "Eu estava com o roteiro no set, me escondendo de John C., sem mostrar a ele que estava lendo enquanto dirigia. De qualquer forma, achei incrível". Em 2022, durante uma entrevista para o Collider, Guadagnino citou o roteiro de Kuritzkes, Amy Pascal e Zendaya como as inspirações para a realização do filme. Kuritzkes modificou o roteiro para adicionar uma cena em que Patrick e Art acabam se beijando, a pedido de Guadagnino: "Luca achou muito importante que, em qualquer triângulo amoroso, todos os cantos se toquem, e eu rapidamente percebi que ele estava falando literalmente".
No início de 2022, o então presidente da Metro-Goldwyn-Mayer, Kevin Ulrich, se reuniu com Guadagnino para discutir a distribuição do filme "Bones and All", que havia sido financiado de forma independente. Durante a reunião, Guadagnino também lhe disse que estava no meio do desenvolvimento de uma "história sexy sobre tênis estrelada por Zendaya". Ulrich entrou em contato com Michael De Luca e Pamela Abdy – chefes da MGM – e nas próximas 24 horas, negociaram o contrato de distribuição dos dois filmes, adquirindo-os. Quando a Amazon concluiu a aquisição do estúdio, ela herdou os títulos, e Zendaya recebeu um salário de US$ 10 milhões como protagonista e produtora. Em fevereiro de 2022, o filme foi anunciado, com Zendaya, Josh O'Connor e Mike Faist escalados nos papéis principais.

### Escolha de elenco
A primeira escolha de Pascal para interpretar Tashi foi Zendaya, que ela conhecia po suas colaborações em vários filmes do Homem-Aranha, e lhe passou o roteiro. Zendaya aceitou o papel, pois seria um afastamento das personagens adolescentes que ela estava acostumada a retratar, e sentiu que era o momento certo para assumir papéis mais adultos, dizendo: "Foi bom interpretar uma personagem que não era mais criança. Também foi interessante interpretar partes da minha vida que ainda não vivi: não me casei, eu não tive um filho. Não tenho necessariamente um ponto de referência direto para esses marcos".
Guadagnino sugeriu que Josh O'Connor interpretasse o arrogante Patrick. Para o papel de Art, Guadagnino considerou os atores Mike Faist e David Alvarez, ambos conhecidos por seus papéis em "West Side Story" (2021). Inicialmente, Faist não estava interessado, mas seu agente insistiu para que ele lesse o roteiro. Faist foi convidado a viajar para Londres para fazer um teste de tela com Zendaya. "Pensei: 'Por que não? Se eu não conseguir o trabalho, pelo menos terei feito uma viagem por isso'", ele lembrou. Faist achou que a audição tinha sido ruim, mas Guadagnino adorou sua interpretação. Ele disse que as principais preocupações de Guadagnino eram que ele fosse loiro e que seu corpo deveria estar sem pelos. Faist ficou incomodado com a ideia de se depilar completamente, mas Guadagnino sentiu que, como atleta, ele precisava estar "aerodinâmico".
Darnell Appling, o melhor amigo e assistente pessoal de Zendaya, desempenhou o papel de árbitro na final do campeonato de tênis. Guadagnino queria que ele se sentasse na cadeira de árbitro durante um teste de tela. Appling pensou que seria utilizado apenas como um figurante, como já havia feito em outros projetos da atriz. Guadagnino pediu para ele interpretar o papel, o qual, com a aprovação de Zendaya, ele aceitou. Para se preparar para o personagem, Guadagnino pediu que Appling frequentasse uma escola de árbitros. Appling passou três semanas filmando.

### Filmagens
As filmagens foram iniciadas em 3 de maio de 2022, em Boston, onde ocorreu uma chamada de elenco para os residentes locais fazerem um teste para interpretar os jogadores de tênis e figurantes em geral do filme. Em preparação para seu papel, Zendaya passou três meses treinando com Brad Gilbert, um tenista profissional que virou treinador. Gilbert também atuou como consultor do filme, e afirmou: "Mike teve que comer entre 8.000 a 10.000 calorias por dia porque queriam que ele ganhasse peso, ele era super magro. Ele teve que melhorar seu tênis e ganhar cerca de 13 quilos. Eu estava com Zendaya em Los Angeles, então a colocamos em um programa imediatamente, e Josh estava trabalhando, então [Faist] teve o começo mais tardio". Durante a produção, os atores começavam seus treinamentos às 6h, ficavam no centro de tênis até o meio-dia, e depois atuavam à tarde. As filmagens ocorreram em locações nos bairros de Back Bay e East Boston. Jonathan Anderson, diretor criativo da marca de luxo espanhola Loewe, atuou como figurinista. As filmagens terminaram em 26 de junho de 2022.

### Pós-produção
Guadagnino visitou Zendaya no set de "Dune: Part Two" para completar a ADR de "Challengers". A pós-produção do filme foi encerrada em abril de 2023.

### Trilha sonora
A trilha sonora original do filme foi composta por Atticus Ross e Trent Reznor, que trabalharam com Guadagnino anteriormente em "Bones and All" (2022). Uma versão remixada foi lançada em colaboração com Boys Noize.

## Lançamento

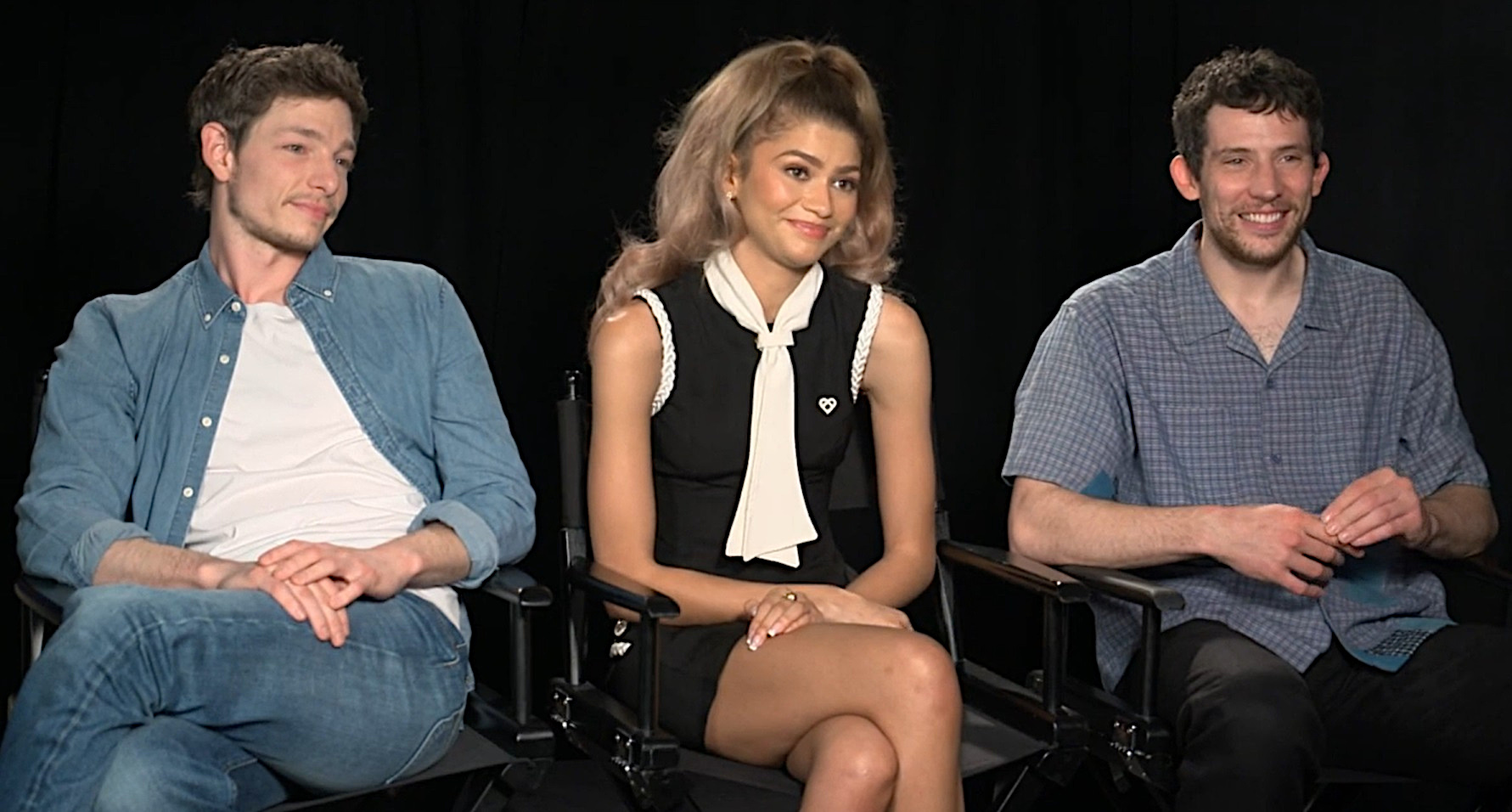
Mike Faist, Zendaya e Josh O'Connor em entrevista promocional do filme.

A estreia do filme aconteceu em Sydney, na Austrália, em 26 de março de 2024, seguido por estreias em Paris, França, Londres e no TCL Chinese Theatre em Los Angeles, no qual contou com a presença da tenista Venus Williams.
No Brasil e em Portugal, o filme foi lançado nos cinemas em 25 de abril de 2024, pela Warner Bros. Na América do Norte, o filme foi lançado nos cinemas e IMAX em 26 de abril de 2024, no mesmo mês do centenário da fundação da Metro-Goldwyn-Mayer, em 17 de abril.
O filme estava anteriormente agendado para ser lançado em 11 de agosto de 2023 e, depois disso, em 15 de setembro de 2023. A produção também estava programada para estrear como o filme de abertura do 80.º Festival de Cinema de Veneza, mas devido à greve da SAG-AFTRA, toda a distribuição programada foi adiada pela Amazon Studios.
Em janeiro de 2024, a decisão inicial de lançar o filme como uma produção exclusiva da Amazon Prime Video na França, em vez de lançá-lo nos cinemas, foi revertida. O filme começaria a ser transmitido na plataforma 17 meses após sua estreia estadunidense. Apesar dos rumores de um lançamento em 24 de abril de 2024, dois dias antes do início da distribuição do filme nos Estados Unidos, um porta-voz da Warner Bros. Discovery negou, afirmando que a produção ainda não possuía data marcada para ser lançada nos cinemas franceses.

### Marketing
O trailer do filme foi lançado em 20 de junho de 2023. Em 1.º de janeiro de 2024, Zendaya revelou o cartaz promocional do filme, junto com sua data de lançamento estadunidense.

### Mídia doméstica
Em 17 de maio de 2024, o filme foi disponibilizado em vídeo sob demanda. Em 9 de julho de 2024, foi lançado em Blu-ray e DVD.
No Brasil e em Portugal, o filme foi lançado diretamente na Amazon Prime Video em 1.º de outubro de 2024.

## Recepção

### Crítica
Robbie Collin, em sua crítica para o The Telegraph, deu ao filme 5/5 estrelas, escrevendo que o "suspense romântico é o filme mais puramente prazeroso do ano".
No site agregador de críticas Rotten Tomatoes, 88% das 365 avaliações dos críticos são positivas, com uma classificação média de 8/10. O consenso do site afirma: "Com seu trio de artistas excepcionais jogando seu poder de estrela para frente e para trás sem nunca deixar a bola cair, Challengers é uma brincadeira cinética e sexy na quadra". O Metacritic, que usa uma média ponderada, atribuiu ao filme uma pontuação de 82 em 100, baseado em 64 críticos, indicando "aclamação universal". O público entrevistado pelo CinemaScore deu ao filme uma nota média de "B+" em uma escala de A+ a F, enquanto o público entrevistado pelo PostTrak deu ao filme uma pontuação geral positiva de 77%, com 59% dizendo que definitivamente o recomendariam.

### Bilheteria
De acordo com os registros da Warner Bros., o filme arrecadou US$ 50.119.408 na América do Norte e US$ 45.900.000 no resto do mundo, totalizando US$ 96.019.408 mundialmente.
Na América do Norte, "Challengers" foi lançado junto com "Unsung Hero" e "Boy Kills World", e estava projetado para arrecadar entre US$ 12 e 15 milhões de 3.477 cinemas em seu fim de semana de estreia. O filme arrecadou US$ 6,2 milhões em seu primeiro dia, incluindo US$ 1,9 milhão de sua pré-estreia. A produção estreou com US$ 15 milhões, conquistando o primeiro lugar nas bilheterias. Além disso, marcou o melhor fim de semana de estreia nacional da carreira de Luca Guadagnino e Zendaya para um filme que não é baseado em propriedade intelectual. Em seu segundo fim de semana, o filme arrecadou US$ 7,9 milhões (uma queda de 49%), ficando em segundo lugar nas bilheterias, atrás do estreante "The Fall Guy" e do relançamento de "Star Wars: A Ameaça Fantasma". Em seguida, a produção arrecadou US$ 4,4 milhões em seu terceiro fim de semana.

## Prêmios e indicações
| Ano  | Cerimônia                    | Categoria               | Indicado         | Resultado | Ref.          |
| ---- | ---------------------------- | ----------------------- | ---------------- | --------- | ------------- |
| 2024 | The Queerties                | Próximo Grande Destaque | "Challengers"    | Indicado  | [ 62 ]        |
| 2024 | Astra Midseason Movie Awards | Melhor filme            | "Challengers"    | Indicado  | [ 63 ] [ 64 ] |
| 2024 | Astra Midseason Movie Awards | Melhor direção          | Luca Guadagnino  | Indicado  | [ 63 ] [ 64 ] |
| 2024 | Astra Midseason Movie Awards | Melhor ator             | Josh O'Connor    | Indicado  | [ 63 ] [ 64 ] |
| 2024 | Astra Midseason Movie Awards | Melhor atriz            | Zendaya          | Venceu    | [ 63 ] [ 64 ] |
| 2024 | Astra Midseason Movie Awards | Melhor ator coadjuvante | Mike Faist       | Indicado  | [ 63 ] [ 64 ] |
| 2024 | Astra Midseason Movie Awards | Melhor roteiro          | Justin Kuritzkes | Venceu    | [ 63 ] [ 64 ] |